# Kassina senegalensis
Espèce
Synonymes
- Cystignathus senegalensis Duméril & Bibron, 1841
- Cystignathus argyreivittis Peters, 1854
- Kassina senegalensis var. intermedia Werner, 1898
- Kassina deserticola Ahl, 1930
- Kassina modesta Ahl, 1930
- Kassina angeli De Witte, 1933
- Kassina senegalensis ovamboensis Hoffman, 1942
- Kassina benueana Monard, 1951
- Kassina argyreivittis uelensis Laurent, 1956
- Kassina argyreivittis sudanica Laurent, 1956
- Kassina argyreivittis ruandae Laurent, 1956

Statut de conservation UICN

 LC  : Préoccupation mineure
Kassina senegalensis est une espèce d'amphibiens de la famille des Hyperoliidae.

## Répartition
Cette espèce se rencontre jusqu'à 2 000 m d'altitude en Afrique subsaharienne,.

## Étymologie
Son nom d'espèce, composé de senegal et du suffixe latin -ensis, « qui vit dans, qui habite », lui a été donné en référence au lieu de sa découverte, le Sénégal.

## Publication originale
- Duméril & Bibron, 1841 : Erpétologie générale ou Histoire naturelle complète des reptiles, vol. 8, p. 1-792 (texte intégral).